# 奈半利町
奈半利町（日语：／ Nahari chō */?）是位於日本高知縣東部的町，隸屬於安藝郡。境內約76%的面積被森林覆蓋。北邊和東邊與野根山接壤，奈半利川則流經城鎮中心旁並往南注入土佐灣。

## 地理
當地的耕地多位於奈半利川沖積而成的平原上，僅少數耕地位於山區。

### 氣候
當地整體氣候炎熱潮濕且不常下雪。奈半利町的年均溫約為17度，年降雨量則約2000毫米。當地在夏秋兩季常遭受颱風和豪雨侵襲，造成道路、農作物和房屋出現損害。

## 歷史
當地自古以來就是陸上與海上的交通要點。養老2年(718年)，起始點位於奈半利地區的野根山街道落成，為往來土佐國與阿波國的交通要道。平安時代初期，歌人紀貫之於承平4年 (934年)卸下土佐國國司的職位並返回平安京。途中紀貫之在土佐日記中寫到「今日(一月十日)在奈半泊停留」，其中「奈半泊 (那波泊)」被認為就是現今的奈半利町。江戶時代初期，山內一豐獲封土佐國24萬石。據說他在前往土佐國時曾通過野根山街道，並短暫停留在奈半利的正覺寺。
1889年4月1日實施町村制時設置奈半利村，後於1916年5月1日改制為奈半利町。

## 交通

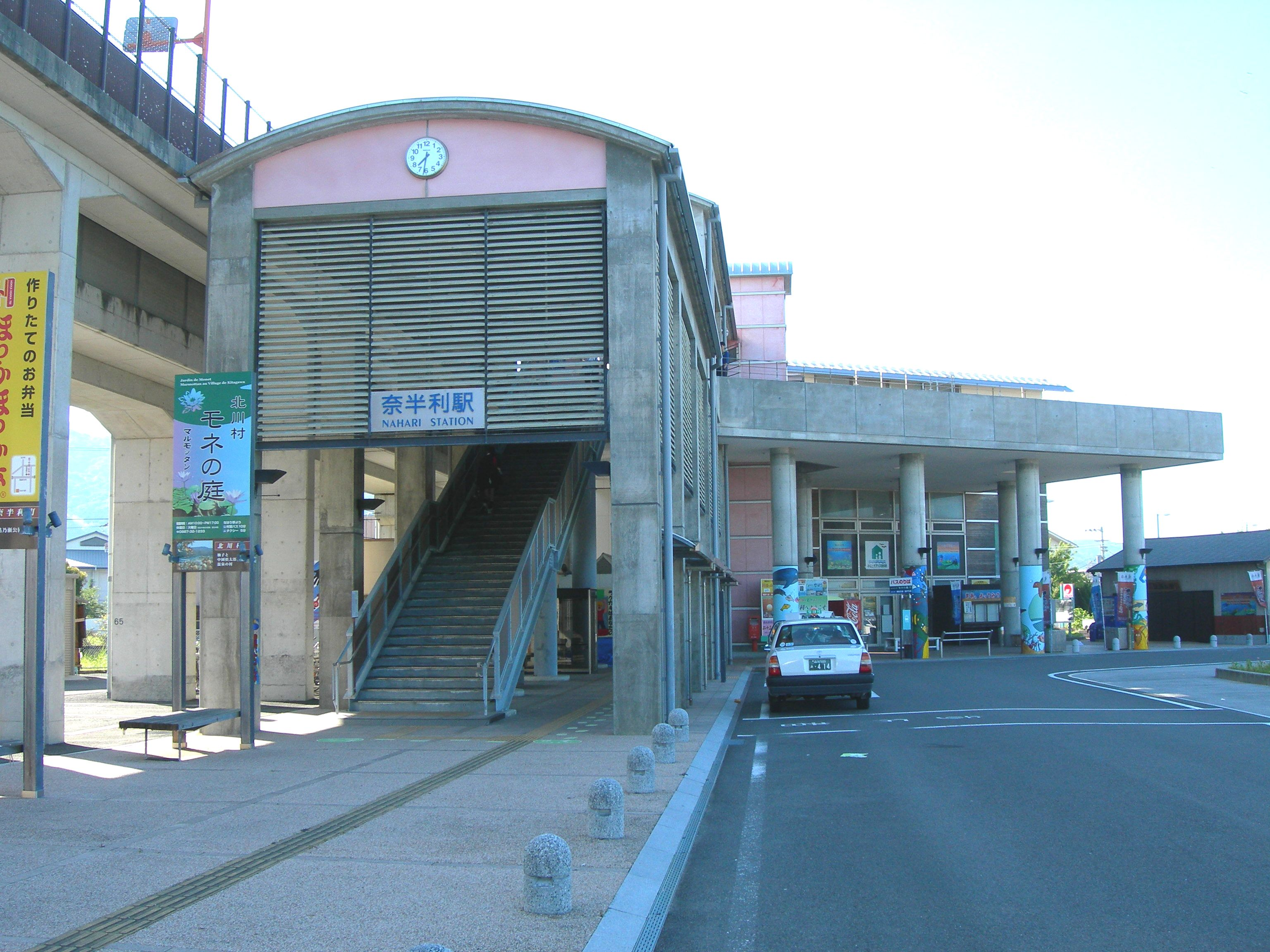
奈半利車站

### 鐵路
- 土佐黑潮鐵道
  - 阿佐線：奈半利車站

### 道路
高速道路
- 阿南安藝自動車道
  - 北川奈半利道路（興建中）
  - 奈半利安田道路（規劃中）

## 觀光資源
- 鮎乃瀨公園
- 奈半利中央公園
- 野根山街道

## 本地出身之名人
- 野村茂久馬：企業家、曾任貴族院議員

## 外部連結
- （日語） 官方网站
- （日語） NPO奈半利工作網頁[永久]
- （日語） 奈半利浦之會（页面存档备份，存于）
- （日語） 中藝廣域聯合（页面存档备份，存于）